# ذا كريستال ماثود
ذا كريستال ماثود هي فرقة موسيقى إلكترونية أمريكية تأسست في لاس فيغاس، نيفادا من قبل كين جوردان وسكوت كيركلاند.

## روابط خارجية
- ذا كريستال ماثود على موقع IMDb (الإنجليزية)
- ذا كريستال ماثود على موقع ميوزك برينز (الإنجليزية)
- ذا كريستال ماثود على موقع أول ميوزيك (الإنجليزية)
- ذا كريستال ماثود على موقع ديسكوغز (الإنجليزية)